# Khaled Khalifa
Khaled Khalifa (Arabisch: خالد خليفة) (Aleppo, 1 januari 1964 – Damascus, 30 september 2023) was een Syrisch auteur. Khalifa schreef behalve romans ook televisie- en filmscenario's en poëzie.

## Prijzen en nominaties
- De poorten van het paradijs werd in 2008 genomineerd voor de Arabic Booker Prize.
- Khalifa werd in 2013 bekroond met de Naguib Mahfouz Medal for Literature (جائزة نجيب محفوظ) voor zijn roman Er zijn geen messen in de keukens van deze stad.

Khalifa overleed 59-jarige leeftijd.

## Werk (selectie)
Van onvertaald werk staat een vrije vertaling tussen aanhalingstekens:
- Haris al-Khadi'a (حارس الخديعة) ("De bewaker van het bedrog") (1993)
- Dafatir al-Qurbat (دفاتر القرباط) ("De notitieboekjes van de zigeuners") (2000)
- Madih al-Karahiya (مدح الكراهية) (2006) 
  - De poorten van het paradijs, vertaald door Aafke S. Heuvink, Uitgeverij De Geus, Breda, 2011, 508 pp. ISBN 978-90-445-1388-2
- La sakakien fi Hadzihi al-Madina (لا سكاكين في مطابخ هذه المدينة) (2013)
  - Er zijn geen messen in de keukens van deze stad, vertaald door Djûke Poppinga, Uitgeverij De Geus/Oxfam Novib, Breda/Den Haag, 2015, 312 pp. ISBN 978-90-445-3382-8
- al-Maut amal sjaakk (الموت عمل شاق) (2016)
  - De dood is een zware klus, vertaald door Djûke Poppinga, Uitgeverij De Geus/Oxfam Novib, Amsterdam/Den Haag, 2017, 221 pp. ISBN 978-90-445-3928-8

- Bibsys: 11074487
- Biblioteca Nacional de España: XX5238706
- Bibliothèque nationale de France: cb16523666k (data)
- Gemeinsame Normdatei: 1012675300
- International Standard Name Identifier: 0000 0001 2316 6546
- Library of Congress Control Number: no2008106686
- Nationale Bibliotheek van Tsjechië: xx0261421
- Nationale bibliotheek van Australië: 58938068
- Nationale Bibliotheek van Israël: 987007263711305171
- Nederlandse Thesaurus van Auteursnamen: 216681898
- Réseau des bibliothèques de Suisse occidentale: 02-A018827411
- Système universitaire de documentation: 15301489X
- Virtual International Authority File: 172894016
- WorldCat: E39PBJmxXYmvCCytwXxFgrRtKd